# Liste der Stolpersteine in Hamburg

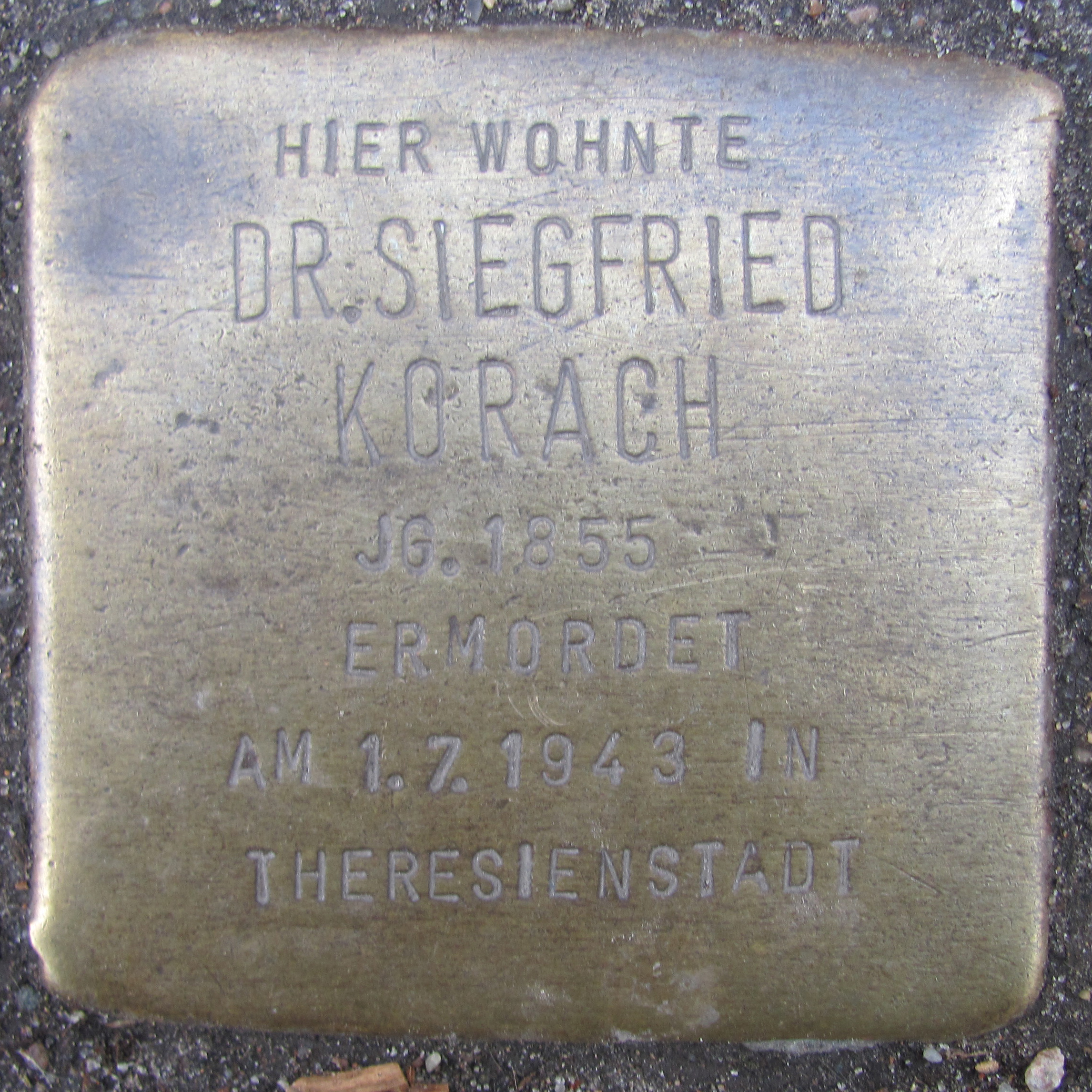
Der Stolperstein für Siegfried Korach wurde am 28. Juni 2002 als erster Stolperstein in Hamburg verlegt.

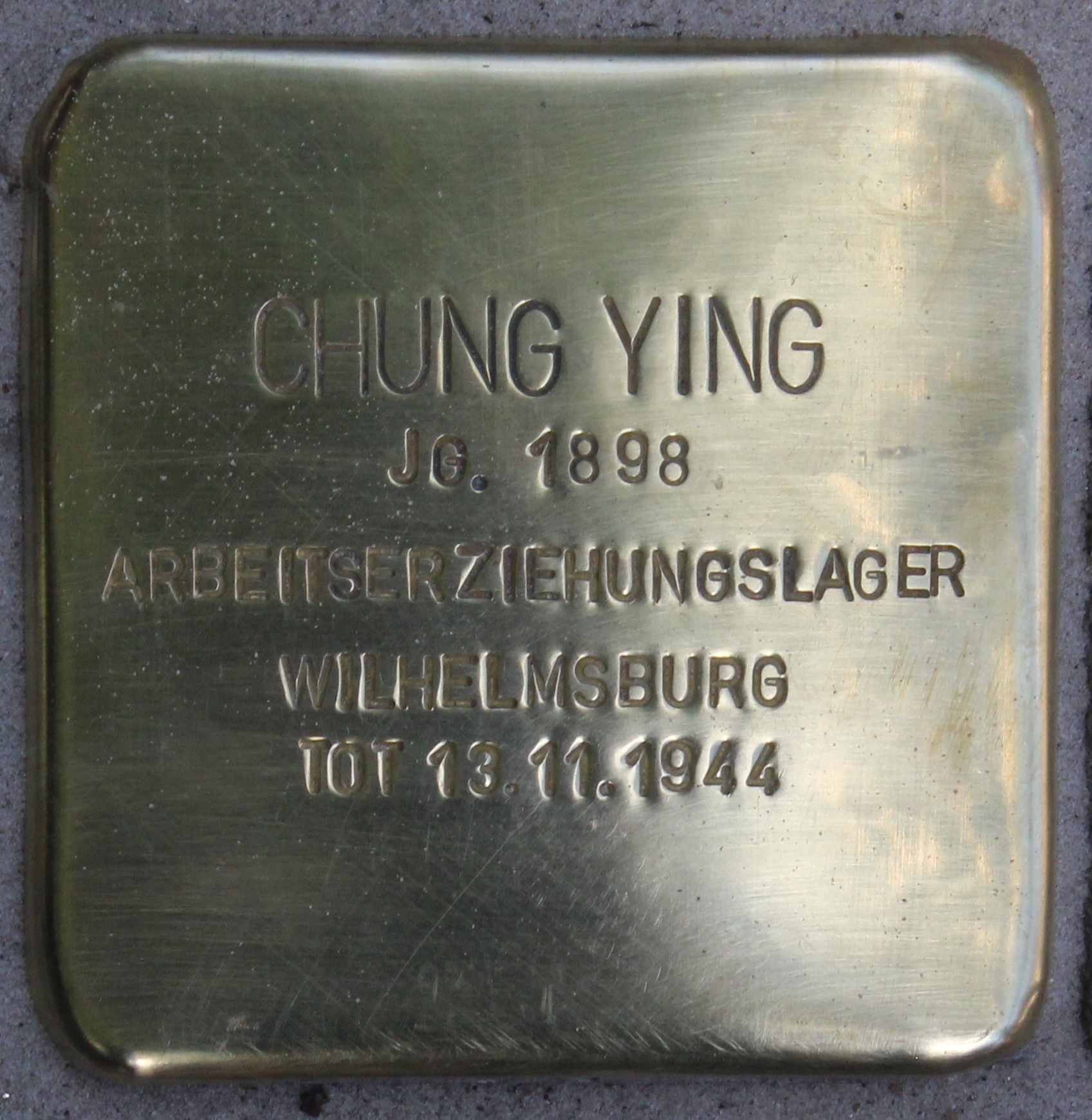
Der Stolperstein für Chung Ying wurde am 28. Juni 2021 als 6000. Stolperstein in Hamburg verlegt.

In der Liste der Stolpersteine in Hamburg werden die durch den Künstler Gunter Demnig gefertigten und verlegten Stolpersteine zu den Hamburger Opfern des Nationalsozialismus erfasst. Im Bundesland Hamburg wurde am 28. Juni 2002 mit der Verlegung begonnen. Die 7141 (Stand: April 2025) meist in die Gehwege eingelassenen Stolpersteine sowie 4 Stolperschwellen (je eine in Alsterdorf, Hamburg-Altstadt, Hammerbrook und Sternschanze) erinnern an Mitmenschen, die in der Zeit des Nationalsozialismus in „Schutzhaft“ genommen, deportiert, ermordet oder in den Suizid getrieben wurden. Es handelt sich dabei um Opfer des Holocaust, Opfer des Porajmos (Sinti und Roma), Widerstandskämpfer, Opfer der nationalsozialistischen Krankenmorde, Homosexuelle, Zeugen Jehovas, Zwangsarbeiter und Bewohner des Chinesenviertels.
Der Stolperbordstein in der Davidstraße zählt nicht zu den Stolperschwellen, da er sich zwar auf diese bezieht, aber weder von Demnig gefertigt wurde noch dem Aussehen der Stolperschwellen entspricht.
 Karte mit allen Koordinaten des gesamten Stadtgebiets: OSM | WikiMap
Die Liste der Stolpersteine in Hamburg musste wegen ihrer Größe auf die einzelnen Stadtteile aufgespalten werden:
| Bezirk Altona |
| --- |
| Altona-Altstadt • Altona-Nord • Bahrenfeld • Blankenese • Groß Flottbek • Iserbrook • Lurup • Nienstedten • Osdorf • Othmarschen • Ottensen • Rissen • Sternschanze ohne Stolpersteine: Sülldorf |

| Bezirk Bergedorf |
| --- |
| Bergedorf • Lohbrügge ohne Stolpersteine: Allermöhe, Altengamme, Billwerder, Curslack, Kirchwerder, Moorfleet, Neuallermöhe, Neuengamme, Ochsenwerder, Reitbrook, Spadenland und Tatenberg |

| Bezirk Eimsbüttel |
| --- |
| Eidelstedt • Eimsbüttel • Harvestehude (Straßen A–H) • Harvestehude (Straßen I–Z) • Hoheluft-West • Lokstedt • Niendorf • Rotherbaum (Straßen A–H) • Rotherbaum (Straßen I–Z) • Schnelsen • Stellingen |

| Bezirk Hamburg-Mitte |
| --- |
| Billbrook • Billstedt • Borgfelde • Finkenwerder • Hamburg-Altstadt • Hamm • Hammerbrook • Horn • Kleiner Grasbrook • Neustadt • Rothenburgsort • St. Georg • St. Pauli • Veddel • Wilhelmsburg ohne Stolpersteine: HafenCity, Neuwerk, Steinwerder und Waltershof |

| Bezirk Hamburg-Nord |
| --- |
| Alsterdorf • Barmbek-Nord • Barmbek-Süd • Dulsberg • Eppendorf • Fuhlsbüttel • Groß Borstel • Hoheluft-Ost • Hohenfelde • Langenhorn • Ohlsdorf • Uhlenhorst • Winterhude |

| Bezirk Harburg |
| --- |
| Altenwerder • Eißendorf • Harburg • Hausbruch • Heimfeld • Marmstorf • Neuenfelde • Neugraben-Fischbek • Rönneburg • Sinstorf • Wilstorf ohne Stolpersteine: Cranz, Francop, Gut Moor, Langenbek, Moorburg und Neuland |

| Bezirk Wandsbek |
| --- |
| Bergstedt • Bramfeld • Eilbek • Farmsen-Berne • Hummelsbüttel • Lemsahl-Mellingstedt • Marienthal • Poppenbüttel • Rahlstedt • Sasel • Tonndorf • Volksdorf • Wandsbek • Wellingsbüttel • Wohldorf-Ohlstedt ohne Stolpersteine: Duvenstedt, Jenfeld und Steilshoop |